# 布德海岸
66°30′S 112°0′E / 66.500°S 112.000°E

布德海岸在南極洲的位置

布德海岸是南極洲的海岸，位於威爾克斯地，處於哈奇群島和沃德倫角之間，在1840年2月由美國探險隊發現，以探險隊船長命名。